# Élections municipales de 1977 dans la Somme
Les élections municipales ont eu lieu les 13 et 20 mars 1977 dans la Somme.

## Maires sortants et maires élus
Les maires élus à la suite des élections municipales dans les communes de plus de 2 000 habitants :
| Commune                | Population | Maire sortant      | Parti | Parti | Maire élu          | Parti | Parti |
| ---------------------- | ---------- | ------------------ | ----- | ----- | ------------------ | ----- | ----- |
| Abbeville              | 25 398     | Max Lejeune        |       | MDSF  | Max Lejeune        |       | MDSF  |
| Ailly-sur-Noye         | 2 134      | Philippe Verhoye   |       |       | Philippe Verhoye   |       |       |
| Ailly-sur-Somme        | 4 157      | Daniel Tabary      |       | PCF   | Daniel Tabary      |       | PCF   |
| Airaines               | 2 303      | Jean Vérité        |       | DVG   | Jean Vérité        |       | DVG   |
| Albert                 | 11 784     | Fernand Demilly    |       | MDSF  | Claude Landas      |       | PCF   |
| Amiens                 | 131 476    | René Lamps         |       | PCF   | René Lamps         |       | PCF   |
| Ault                   | 2 192      | Claude Togni       |       | DVD   | Michel Couillet    |       | PCF   |
| Beauval                | 2 206      |                    |       |       |                    |       |       |
| Boves                  | 2 266      | Urbain Dinouard    |       |       | Gervais Leprêtre   |       |       |
| Camon                  | 4 350      | Emile Baheu        |       | PCF   | Emile Baheu        |       | PCF   |
| Cayeux-sur-Mer         | 2 862      | Alphonse Marseille |       | MDSF  | Henri Heinemann    |       | PS    |
| Corbie                 | 5 466      | Jean Truquin       |       | PS    | Jean Truquin       |       | PS    |
| Le Crotoy              | 2 429      | Oscar Deguine      |       |       | Oscar Deguine      |       |       |
| Doullens               | 7 495      | Jacques Mossion    |       | DVD   | Jacques Mossion    |       | DVD   |
| Eppeville              | 2 233      |                    |       |       | Jean Boitel        |       | PS    |
| Feuquières-en-Vimeu    | 2 617      | Léonce Basse*      |       | PS    | François Vauquelin |       | PS    |
| Flixecourt             | 3 546      | Roger Godard       |       | PCF   | Roger Godard       |       | PCF   |
| Fressenneville         | 2 594      | Guy Pruvot         |       | DVD   | Noël Ricouard      |       | PCF   |
| Friville-Escarbotin    | 4 693      | Eugène Desenclos   |       | DVD   | Guy Roussel        |       | PCF   |
| Gamaches               | 3 467      | Albert Martel      |       |       | Rémy Danneels      |       | PS    |
| Ham                    | 6 074      | Michel Rigaux      |       | PS    | Jean Goubet        |       | PCF   |
| Longueau               | 5 598      | Paul Hédé          |       | PCF   | Paul Hédé          |       | PCF   |
| Mers-les-Bains         | 4 628      | Roger Hénocq       |       | CDS   | Roland Jouault     |       | PCF   |
| Montdidier             | 6 204      | François Étienne   |       | PSU   | François Étienne   |       | PSU   |
| Moreuil                | 4 099      | Marcel Mineur *    |       | PS    | Marius Gardès      |       | PS    |
| Nesle                  | 2 811      | Jack Pinçonnet     |       | PS    | Jack Pinçonnet     |       | PS    |
| Péronne                | 8 568      | Jean Daudré        |       | Rad.  | Édouard Guilbeau   |       | PCF   |
| Poix-de-Picardie       | 2 172      | Pierre Daniel      |       | CDS   | Pierre Daniel      |       | CDS   |
| Rivery                 | 3 402      | Robert Daussin     |       | DVD   | René Carouge       |       | PCF   |
| Rosières-en-Santerre   | 2 815      | Louis Wattel       |       | DVD   | Jean Millet        |       | PS    |
| Roye                   | 6 265      | André Coël         |       | PS    | André Coël         |       | PS    |
| Rue                    | 3 122      | Gabriel Deray      |       | MDSF  | Gabriel Deray      |       | MDSF  |
| Saint-Léger-lès-Domart | 2 105      |                    |       |       |                    |       |       |
| Saint-Ouen             | 2 047      |                    |       |       |                    |       |       |
| Saint-Valery-sur-Somme | 3 072      | Gilbert Gauthé     |       | PS    | Gilbert Gauthé     |       | PS    |
| Salouël                | 2 788      | Jean Letellier     |       | SE    | Jean Letellier     |       | SE    |
| Vignacourt             | 2 007      |                    |       |       |                    |       |       |
| Villers-Bretonneux     | 3 473      | Claude Lemoine     |       | PCF   | Claude Lemoine     |       | PCF   |
| * Ne se représente pas |            |                    |       |       |                    |       |       |

### Résultats en nombre de mairies
| Partis             | Partis                                   | Maires sortants | Maires élus | Évolution     |
| ------------------ | ---------------------------------------- | --------------- | ----------- | ------------- |
|                    | Parti communiste français                | 6               | 14          | 8             |
|                    | Parti socialiste                         | 7               | 10          | 3             |
|                    | Parti socialiste unifié                  | 1               | 1           | en stagnation |
|                    | Divers gauche                            | 1               | 1           | en stagnation |
| Union de la gauche | Union de la gauche                       | 15              | 26          | 11            |
|                    |                                          |                 |             |               |
|                    | Mouvement démocrate-socialiste de France | 4               | 2           | 2             |
|                    | Divers droite                            | 6               | 1           | 5             |
|                    | Centre des démocrates sociaux            | 2               | 1           | 1             |
|                    | Parti radical                            | 1               | /           | 1             |
| Centre-droit       | Centre-droit                             | 13              | 4           | 9             |
|                    |                                          |                 |             |               |
|                    | Sans étiquette                           | 1               | 1           | en stagnation |
|                    | Non déterminés                           | 9               | 7           | 2             |
| Divers             | Divers                                   | 10              | 8           | 2             |
|                    |                                          |                 |             |               |
| Total              | Total                                    | 38              | 38          |               |

## Résultats

### Amiens
Maire sortant : René Lamps (PCF)
41 sièges à pourvoir
|                                     | René Lamps*         | PCF - PS - MRG - DVG              | 32 925 | 56,19  | 41 |  |  |  |
| Union de la gauche                  |                     |                                   | 32 925 | 56,19  | 41 |  |  |  |
|                                     | Jean-Claude Broutin | CDS - RPR - RI - Rad. - MDS - DVD | 18 557 | 31,67  |    |  |  |  |
| Liste de la majorité présidentielle |                     |                                   | 18 557 | 31,67  |    |  |  |  |
|                                     | Didier Arnould      | DVD                               | 4 752  | 8,11   |    |  |  |  |
| Action locale                       |                     |                                   | 4 752  | 8,11   |    |  |  |  |
|                                     | Jacques Desideri    | PSU                               | 2 360  | 4,02   |    |  |  |  |
| Liste autogestionnaire              |                     |                                   | 2 360  | 4,02   |    |  |  |  |
|                                     |                     |                                   |        |        |    |  |  |  |
| Inscrits                            | Inscrits            | Inscrits                          | 77 567 | 100,00 |    |  |  |  |
| Abstentions                         |                     |                                   |        |        |    |  |  |  |
| Votants                             |                     |                                   |        |        |    |  |  |  |
| Blancs et nuls                      |                     |                                   |        |        |    |  |  |  |
| Exprimés                            | Exprimés            | Exprimés                          | 58 594 |        |    |  |  |  |
| * Maire sortant                     |                     |                                   |        |        |    |  |  |  |